# Chordodasiopsis
Chordodasiopsis is een geslacht van buikharigen uit de familie van de Xenodasyidae. De wetenschappelijke naam van het geslacht soort werd voor het eerst geldig gepubliceerd in 2006 door Todaro, Guidi, Leasi en Tongiorgi.

## Soorten
- Chordodasiopsis antennatus (Rieger, Ruppert, Rieger & Schoepfer-Sterrer, 1974)